# Vincenzo Gemito
Vincenzo Gemito (16. července 1852, Neapol – 1. března 1929, Neapol) byl italský sochař a grafik.

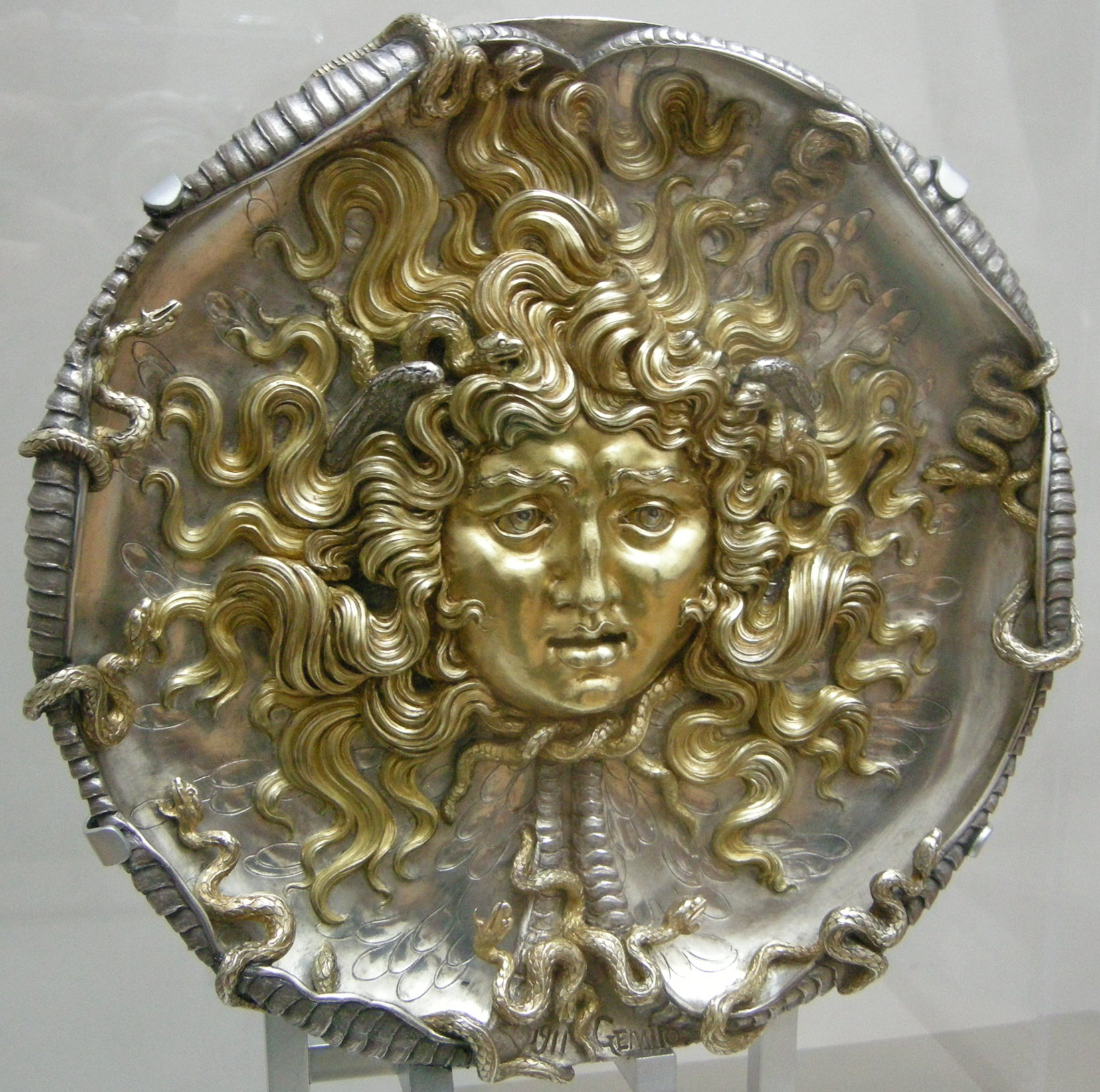
Vincenzo Gemito: Medúza (1911)

Narodil se chudé ženě, jež ho odložila do sirotčince. Brzy byl adoptován rodinou řemeslníka, která ztratila dítě. Od deseti lat pracoval jako učedník v sochařském atelieru, kde prokázal značnou zručnost, takže od 12 let začal navštěvovat neapolskou výtvarnou akademii. Zde se spřátelil s malířem Antoniem Mancinim. Již v patnácti letech vytvořil mistrovské dílo, keramiku Hráč (Il Giocatore), kterou zakoupil král Viktor Emanuel II. a nechal ji vystavit v muzeu.
Roku 1877 Gemito odešel do Paříže, kde jeho práce rovněž sklidily úspěch na výstavách. Roku 1880 se vrátil do Neapole a oženil se. Koncem 80. let se u něho projevila duševní nemoc, která mu dvacet let bránila v práci. Tvořit začal opět kolem roku 1909, v pozdních letech se věnoval tvorbě stříbrných uměleckých předmětů.